# Pierre Alphonse Laurent
Pierre Alphonse Laurent (ur. 18 lipca 1813, zm. 2 września 1854) – francuski matematyk i inżynier wojskowości. Autor prac z zakresu mechaniki, fizyki matematycznej, funkcji analitycznych oraz rachunku wariacyjnego. Twórca tzw. szeregu Laurenta.